# Franz Meier (Leichtathlet)
Franz Meier (* 16. September 1956) ist ein ehemaliger Schweizer Hürdenläufer, der sich auf die 400-Meter-Distanz spezialisiert hatte.
1978 wurde er Vierter bei den Leichtathletik-Europameisterschaften in Prag und 1980 Siebter bei den Olympischen Spielen in Moskau. Bei den Leichtathletik-Weltmeisterschaften 1983 in Helsinki und bei den Olympischen Spielen 1984 in Los Angeles erreichte er den Halbfinal. Fünfmal wurde er Schweizer Meister (1978, 1979, 1981, 1983, 1984). 
Seine persönliche Bestzeit von 49,42 s stellte er am 22. August 1984 in Zürich auf. Zwischen 1978 und 1997 hielt er den Schweizer Rekord über die 400-m-Hürdenstrecke.